# Benifató
Benifató är en ort i Spanien.   Den ligger i provinsen Provincia de Alicante och regionen Valencia, i den östra delen av landet, 400 km sydost om huvudstaden Madrid. Benifató ligger 659 meter över havet och antalet invånare är 177.
Terrängen runt Benifató är kuperad åt nordost, men åt sydväst är den bergig. Terrängen runt Benifató sluttar österut. Runt Benifató är det ganska tätbefolkat, med 120 invånare per kvadratkilometer. Närmaste större samhälle är Benidorm, 17,3 km sydost om Benifató. 